# أيدينشيك
أيدينشيك (بالتركية: Aydıncık) هي مدينة تابعة لمحافظة يوزغات في منطقة وسط الأناضول، تركيا. يبلغ عدد سكانها 11،065 نسمة حسب تعداد عام 2012.

## روابط خارجية
- الموقع الرسمي للمحافظ (بالتركية)
- الموقع الرسمي لبلدية المنطقة (بالتركية)
- معلومات عامة عن المدينة (بالتركية)